# بحيرة ريوتسلينن
بحيرة ريوتسلينن هي بحيرة متوسطة الحجم تقع من فنلندا في منطقة مستجمعات المياه الرئيسي كيمي جوكي. وهو موجود في بايات هامي، بالقرب من بلدة هينولا، هنالك ممر مائي يقطع المدينة ويربط البحيرة ببحيرة أخرى وهي بحيرة كونفسي.

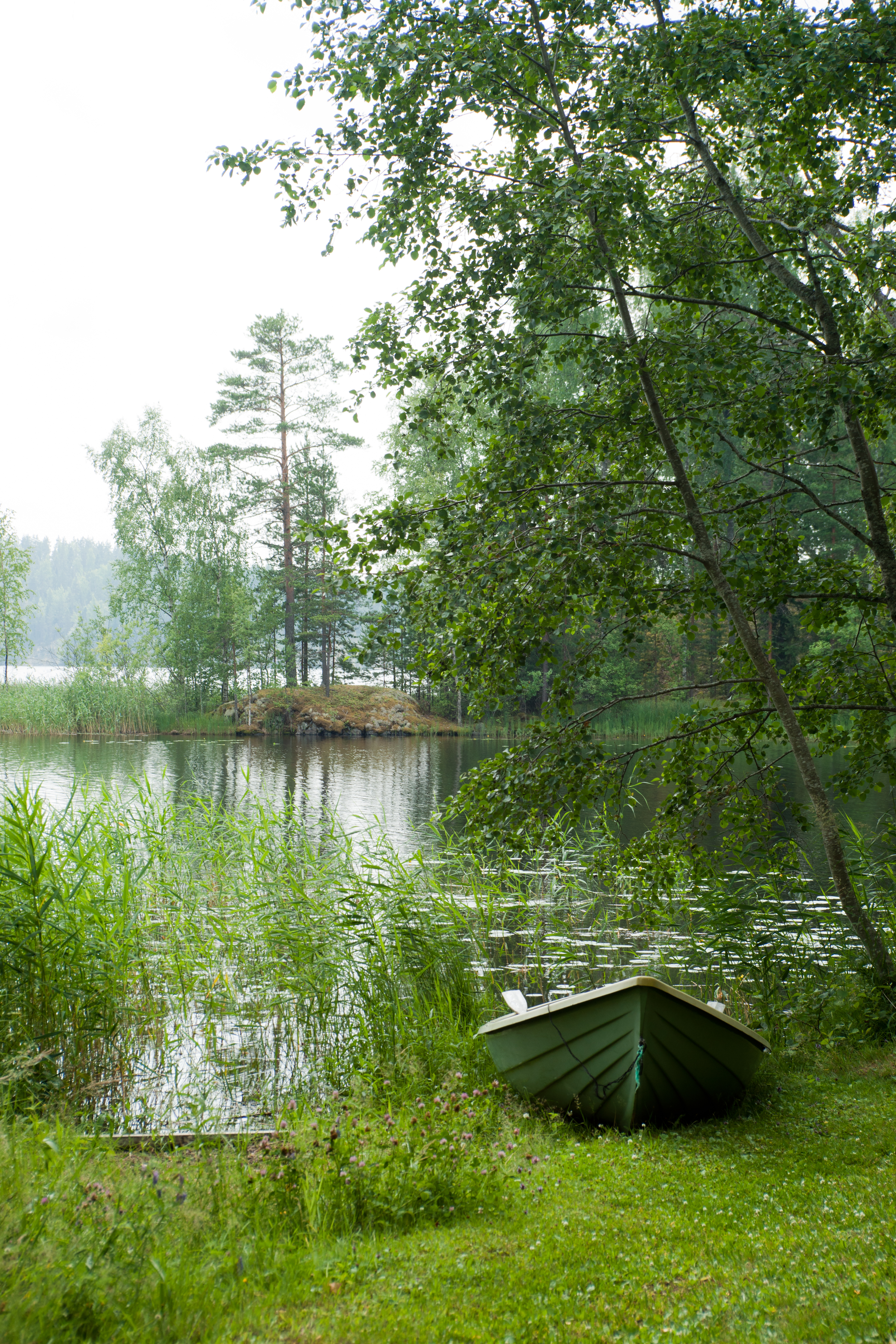
بحيرة ريوتسلينن